# Heinrich Damisch
Heinrich Damisch (* 4. Dezember 1872 in Wien; † 8. Juni 1961 in Salzburg) war ein österreichischer Musikschriftsteller.

## Ausbildung
Heinrich Damisch wurde als Sohn eines Generals in Wien geboren und besuchte das humanistische Mariahilfer Gymnasium. Er absolvierte die Theresianische Militärakademie, die geodätische Schule am k.u.k. Militärgeographischen Institut und die Exportakademie. Anschließend studierte er Klavier, Musiktheorie und Komposition. Seine Offizierslaufbahn musste er aufgrund eines Augenleidens aufgeben. Von 1904 an war er Mitglied einer deutschnational-antisemitischen Studentenverbindung.

## Laufbahn
Ab 1907 war er als Musikredakteur und Musikreferent für das Deutsche Tagblatt tätig. Im Jahr 1913 gründete er die Wiener akademische Mozartgemeinde als Verein und gehörte ihr bis 1945 als Vorsteher (Eigenbezeichnung) an. Es gelang ihm relativ rasch, die Profilierung dieser Vereinigung zu einer allseits anerkannten Wiener Musikinstitution zu erreichen. Unter Damisch entfaltete die Mozartgemeinde eine rege Konzerttätigkeit; man bemühte sich u. a. um die Aufführung selten gespielter Mozartwerke.

### Salzburger Festspiele
Damisch entwickelte gemeinsam mit Friedrich Gehmacher den Plan für die am 1. August 1917 in Wien gegründete Salzburger Festspielhausgemeinde und leitete diese als geschäftsführendes Direktionsmitglied bis zu ihrer Übersiedlung nach Salzburg 1925. Damisch „gab damit den Anstoß zur Gründung der Salzburger Festspiele“. Er war Fachberater für Musik im nationalsozialistischen Deutschen Kulturbund. Zudem schrieb er nach seinem Ausscheiden aus der Festspielhausgemeinde kritische Artikel zu den Festspielen in der nationalsozialistischen DÖTZ.
Im Jahr 1923 war er völlig erblindet.

### Internationale Gesellschaft für Neue Musik
Er gründete 1922/23 mit Rudolph Reti die Internationale Gesellschaft für Neue Musik und war bis zu ihrer Übersiedlung nach London deren Präsident.
Damisch war Herausgeber des Allgemeinen Deutschen Sängerkalenders in den Jahren 1926 bis 1932 und des Wiener Mozart-Almanachs für 1931 und 1941. Zum 1. Mai 1933 trat Damisch der NSDAP bei (Mitgliedsnummer 1.515.003). Seine „Beiträge gegen ‚die jüdische Korruption alles Musikalischen‘ machen ihn zu einem Wegbereiter nationalsozialistischen Gedankenguts“.
1939/40 passte Damisch die Statuten der Wiener akademischen Mozartgemeinde an die Wünsche der NS-Machthaber an. 1941 fand in Wien mit Joseph Goebbels als Festredner die ‚Mozart-Woche des Deutschen Reiches‘ statt.

### Nachkriegszeit
1945 floh Damisch vor dem Einmarsch der Roten Armee nach Salzburg, wo er sein weiteres Leben verbrachte. Der Verein Wiener akademische Mozartgemeinde bestand bis 1948, als Hans Pemmer als Vorstandsmitglied seine freiwillige Auflösung bekanntgab. Parallel dazu hatte sich 1947 mit Erik Werba als Vorsteher ein neuer Verein namens Mozartgemeinde Wien gebildet, der bis heute besteht.

## Ehrungen

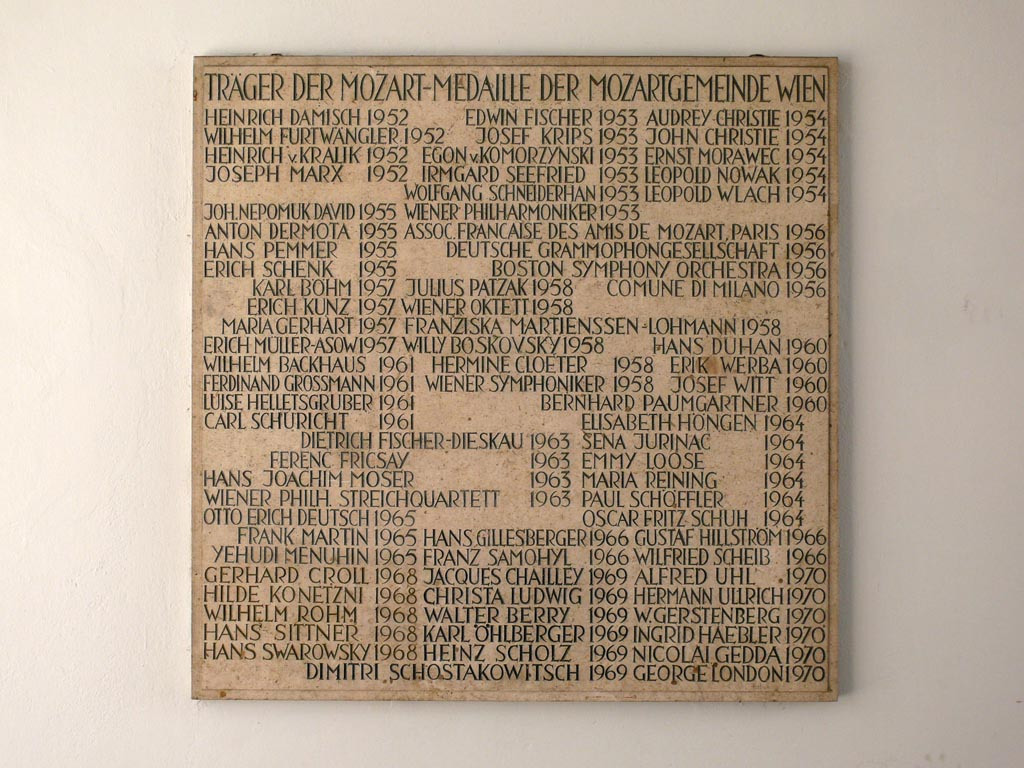
Gedenktafel der Mozartgemeinde

Nach den Untersuchungen von Kretschmer wurde Heinrich Damisch vor und nach 1945 geehrt. Im Salzburger Stadtteil Parsch ist seit 1963 eine Straße nach ihm benannt. Im November 2024 beschloss der städtische Kulturausschuss der Stadt Salzburg, wegen seiner nationalsozialistischen Vergangenheit die Heinrich-Damisch-Straße in Helene-Thimig-Straße umzubenennen. Die Bewohner der Straße wollen den aktuellen Straßennamen jedoch beibehalten. Am 29. April 2025 wurden die neuen Straßenschilder mit der Aufschrift "Helene-Thimig-Str." montiert.
- 1943 Nicolai-Medaille der Wiener Philharmoniker
- 1952 Mozartmedaille der Mozartgemeinde Wien[11]
- 1957 Goldenes Ehrenzeichen für Verdienste um die Republik Österreich

## Rezeption
- Die digitale Kunstinitiative Memory Gaps ::: Erinnerungslücken von Konstanze Sailer schlug seit Februar 2016 in mehreren Intervention vor, die nach Heinrich Damisch benannte Straße im Salzburger Stadtteil Parsch nach Helene Taussig, einem Opfer der NS-Diktatur, umzubenennen.[12] Ebenso empfahl Memory Gaps, die im Wiener Bezirk Mariahilf befindliche Gedenktafel für Heinrich Damisch zu entfernen oder zu kontextualisieren.[13]